# Lange Peak
Lange Peak är en bergstopp i Antarktis. Den ligger i Östantarktis. Nya Zeeland gör anspråk på området. Toppen på Lange Peak är 2 435 meter över havet, eller 281 meter över den omgivande terrängen. Bredden vid basen är 1,9 km.
Terrängen runt Lange Peak är huvudsakligen kuperad. Trakten är obefolkad. Det finns inga samhällen i närheten. 